# William Goh

William Kardinal Goh (2022)

Kardinalswappen

William Kardinal Goh Seng Chye (* 25. Juni 1957 in Singapur) ist Erzbischof von Singapur.

## Leben
William Goh studierte Philosophie am Großen Seminar in Penang, Malaysia, sowie Katholische Theologie am Großen Seminar in Singapur. Er empfing am 1. Mai 1985 die Priesterweihe durch Erzbischof Gregory Yong Sooi Ngean. Nach seinem Vikariat in Singapur absolvierte er ein theologisches Lizenziatsstudium an der Gregoriana in Rom. Nach seiner Rückkehr übernahm er 1992/1993 die Pfarrstelle St. Anne in Singapur, wurde aber 1992 zum Professor an das Priesterseminar von Singapur berufen. Er war seit 2005 Rektor des St. Francis Xavier Major Seminary in Singapur.
Papst Benedikt XVI. ernannte ihn am 29. Dezember 2012 zum Koadjutorerzbischof von Singapur. Der Apostolische Nuntius, Leopoldo Girelli, spendete ihm am 22. Februar 2013 die Bischofsweihe; Mitkonsekratoren waren Murphy Nicholas Xavier Pakiam, Erzbischof von Kuala Lumpur, und Nicholas Chia, Erzbischof von Singapur.
Mit der am 20. Mai 2013 erfolgten Annahme des von Nicholas Chia aus Altersgründen vorgebrachten Rücktrittsgesuches durch Papst Franziskus folgte er Chia im Amt des Erzbischofs von Singapur nach.
Im Konsistorium vom 27. August 2022 nahm ihn Papst Franziskus als Kardinalpriester mit der Titelkirche Santa Maria Regina Pacis in Ostia mare in das Kardinalskollegium auf.  Die Besitzergreifung seiner Titelkirche fand am 23. April 2023 statt.
Am 7. Oktober 2022 berief ihn Papst Franziskus zum Mitglied des Dikasteriums für Laien, Familie und Leben.